# Western League (baseball)
Western League è un nome dato a numerosi circuiti del baseball minore USA. Il suo primo antenato, esistito fra il 1885 e il 1899 era l'antesignano dell'attuale American League. Nel XX secolo ci sono state altre quattro incarnazioni della WL, ma qui di seguito ci si concentra sui tornei di Classe A esistiti fra il 1900 e il 1937 e fra il 1947 e il 1958.
La WL, le cui squadre erano dislocate fra Grandi Pianure, stati delle Montagne Rocciose, Upper Midwest e Upper Southwest, era al massimo livello delle serie minori fino al 1911, poi due classi sotto la Major League Baseball fino al 1935. Scese poi di un altro gradino, per risalire nel secondo dopoguerra.
La franchigia più fedele era dislocata a Des Moines, che arrivò nella lega alla sua fondazione nel 1900 e vi rimase fino al 1937 quando la WL fallì per la Grande depressione. Des Moines aderì poi alla nuova lega quando il senatore del Colorado Edwin C. Johnson la rifondò nel 1947; questa squadra, affiliata ai Chicago Cubs e chiamata  Des Moines Bruins, giocò per i restanti 12 anni di vita della lega.

## Lega dal 1900

### 1900
La lega viene fondata dalle squadre di Denver, Des Moines, Sioux City, Omaha, Saint Joseph (Missouri), Pueblo.
| Nome                   | Record |
| Denver Grizzlies       | 61-44  |
| Des Moines Hawkeyes    | 54-45  |
| Sioux City Cornhuskers | 49-48  |
| Omaha Omahogs          | 51-53  |
| St. Joseph Saints      | 51-58  |
| Pueblo Indians         | 41-64  |

### 1901
- Fallimenti: Pueblo e Sioux City folded
- Nuove squadre: Colorado Springs e St. Paul sono fondate ed aderiscono. Kansas City e Minneapolis arrivano dalla American League.

| Squadra                       | Record |
| Kansas City Blues             | 79-44  |
| St. Paul Saints               | 69-54  |
| St. Joseph Saints             | 69-58  |
| Denver Grizzlies              | 60-59  |
| Omaha Omahogs                 | 61-62  |
| Minneapolis Millers           | 56-62  |
| Des Moines Hawkeyes           | 48-75  |
| Colorado Springs Millionaires | 45-73  |

### 1902
- Abbandoni: Minneapolis e St. Paul vanno all'American Association.
- Nuove squadre: Milwaukee, Peoria (Illinois)

| Squadra                       | Record |
| Kansas City Blue Stockings    | 82-54  |
| Omaha Indians                 | 84-56  |
| Milwaukee Creams              | 80-54  |
| Denver Grizzlies              | 81-57  |
| St. Joseph Saints             | 71-68  |
| Colorado Springs Millionaires | 63-75  |
| Des Moines Midgets            | 54-83  |
| Peoria Distillers             | 35-103 |

### 1903
| Squadra                       | Record |
| Milwaukee Creams              | 83-43  |
| Colorado Springs Millionaires | 76-52  |
| Kansas City Blue Stockings    | 65-61  |
| St. Joseph Saints             | 62-59  |
| Denver Grizzlies              | 61-70  |
| Peoria Distillers             | 57-69  |
| Des Moines Undertakers        | 55-76  |
| Omaha Indians                 | 49-78  |

### 1904
- Fallimenti: Milwaukee, Kansas City e Peoria.
- Adesioni: Sioux City dalla Iowa-South Dakota League

| Omaha Packers                 | 90-60 |
| Colorado Springs Millionaires | 85-58 |
| Denver Grizzlies              | 87-61 |
| Des Moines Prohibitionists    | 76-69 |
| St. Joseph Saints             | 53-93 |
| Sioux City Soos               | 45-98 |

### 1905
- Spostamenti: Colorado Springs va a Pueblo

| Team Name                                    | Record |
| Des Moines Underwriters                      | 95-54  |
| Denver Grizzlies                             | 92-58  |
| Omaha Rourkes                                | 87-62  |
| Sioux City Packers                           | 80-68  |
| Colorado Springs Millionaires/Pueblo Indians | 52-92  |
| St. Joseph Saints                            | 37-109 |

### 1906
- Abbandoni: St. Joseph passa alla Western Association
- Nuove squadre: Lincoln

| Des Moines Champions | 97-50 |
| Lincoln Ducklings    | 75-74 |
| Omaha Rourkes        | 73-74 |
| Sioux City Packers   | 69-81 |
| Denver Grizzlies     | 68-81 |
| Pueblo Indians       | 63-85 |

### 1907
| Omaha Rourkes        | 84-63 |
| Lincoln Treeplanters | 79-63 |
| Des Moines Champs    | 76-63 |
| Denver Grizzlies     | 67-75 |
| Pueblo Indians       | 65-73 |
| Sioux City Packers   | 56-90 |

### 1908
| Sioux City Soos      | 88-57 |
| Omaha Rourkes        | 86-59 |
| Lincoln Greenbackers | 74-73 |
| Denver Grizzlies     | 71-75 |
| Pueblo Indians       | 63-78 |
| Des Moines Boosters  | 54-94 |

### 1909
- Nuove squadre: Topeka e Wichita dalla Western Association.

| Des Moines Boosters  | 93-59 |
| Sioux City Soos      | 94-60 |
| Omaha Rourkes        | 84-68 |
| Topeka Jayhawks      | 76-73 |
| Wichita Jobbers      | 71082 |
| Denver Grizzlies     | 69-82 |
| Lincoln Greenbackers | 61-89 |
| Pueblo Indians       | 58-93 |

### 1910
- Fallimenti: Pueblo
- Nuove squadre: St. Joseph

| Sioux City Packers    | 108-60 |
| Denver Grizzlies      | 102-65 |
| Lincoln Railsplitters | 95-71  |
| Wichita Jobbers       | 89-78  |
| Omaha Rourkes         | 84-82  |
| St. Joseph Drummers   | 76-91  |
| Des Moines Boosters   | 72-96  |
| Topeka Jayhawks       | 42-125 |

### 1911
- Spostamenti: da Wichita a Pueblo

| Denver Grizzlies               | 111-54 |
| St. Joseph Drummers            | 93-72  |
| Wichita Jobbers/Pueblo Indians | 92-75  |
| Omaha Rourkes                  | 85-80  |
| Sioux City Packers             | 85-80  |
| Lincoln Railsplitters          | 84-81  |
| Topeka Kaws                    | 60-104 |
| Des Moines Boosters            | 49-113 |

### 1912
- Spostamenti: da Pueblo a Wichita

| Denver Grizzlies      | 99-63  |
| St. Joseph Drummers   | 94-72  |
| Omaha Rourkes         | 92-71  |
| Des Moines Boosters   | 82-80  |
| Lincoln Railsplitters | 83-81  |
| Sioux City Packers    | 74-85  |
| Wichita Jobbers       | 75-89  |
| Topeka Jayhawks       | 51-109 |

Denver batte la squadra di Minneapolis della American Association 4 partite a 1.

### 1913
| Denver Bears         | 104-62 |
| Des Moines Boosters  | 93-72  |
| St. Joseph Drummers  | 89-78  |
| Lincoln Greenbackers | 87-80  |
| Omaha Rourkes        | 79-86  |
| Sioux City Packers   | 73-92  |
| Topeka Jayhawks      | 73-92  |
| Wichita Jobbers      | 65-101 |

Denver perde con la squadra di Milwaukee della American Association 4 partite a 2.

### 1914
I Wichita Jobbers cambiano nome in Wichita Wolves.
| Sioux City Indians  | 105-60 |
| Denver Bears        | 96-72  |
| St. Joseph Drummers | 89-75  |
| Des Moines Boosters | 82-81  |
| Lincoln Tigers      | 81-87  |
| Omaha Rourkes       | 77-87  |
| Topeka Jayhawks     | 68-97  |
| Wichita Wolves      | 63-102 |

Denver perde con la squadra di Indianapolis della American Association 4 partite a 2.

### 1915
| Des Moines Boosters | 87-53 |
| Denver Bears        | 82-55 |
| Topeka Jayhawks     | 75-63 |
| Omaha Rourkes       | 71-69 |
| Lincoln Tigers      | 70-69 |
| Sioux City Packers  | 66-68 |
| Wichita Wolves      | 57-80 |
| St. Joseph Drummers | 43-94 |

### 1916
- Spostamenti: da Wichita a Colorado Springs a settembre

| Omaha Rourkes                                | 92-57 |
| Lincoln Tigers                               | 87-63 |
| Sioux City Indians                           | 79-71 |
| Denver Bears                                 | 78-75 |
| Des Moines Boosters                          | 75-75 |
| Topeka Savages                               | 67-86 |
| Wichita Wolves/Colorado Springs Millionaires | 57-94 |

Louisville (American Association) - Omaha 4-1.

### 1917
- Fallimenti: Topeka
- Nuove squadre: Joplin
- Spostamenti: da Colorado Springs a Wichita, da St. Joseph ad Hutchinson; da Sioux City a St. Joseph

| Des Moines Boosters                          | 84-62 (1st half winner) |
| Lincoln Links                                | 83-64                   |
| Sioux City Indians/St. Joseph Drummers       | 80-66                   |
| Joplin Miners                                | 79-68                   |
| Omaha Rourkes                                | 73-75                   |
| St. Joseph Drummers/Hutchinson Wheatshockers | 66-80                   |
| Denver Bears                                 | 62-86                   |
| Wichita Wolves                               | 61-87                   |

- Semifinale: Hutchinson - Joplin 3 - 0 per stabilire il vincitore della seconda metà.
- Finale: Des Moines - Hutchinson 4-2

### 1918
- Fallimenti: Denver e Lincoln
- Nuove squadre: Sioux City e Topeka, Kansas
- Spostamenti: da Hutchinson a Oklahoma City; da Topeka ad Hutchinson.

Il 7 luglio la lega viene sospesa per la prima guerra mondiale.
| Wichita Jobbers                                  | 41-24 |
| Topeka Kaw-nees/Hutchinson Salt Packers          | 37-31 |
| Des Moines Boosters                              | 36-31 |
| Joplin Miners                                    | 34-31 |
| Omaha Rourkes                                    | 33-32 |
| Hutchinson Salt Packers/Oklahoma City Oklahomans |       |
| St. Joseph Saints                                | 30-38 |
| Sioux City Indians                               | 22-42 |

### 1919
- Fallimenti: Hutchinson
- Nuove squadre: Topeka

| St. Joseph Saints     | 78-57 |
| Tulsa Oilers          | 77-63 |
| Wichita Jobbers       | 75-65 |
| Des Moines Boosters   | 71-67 |
| Oklahoma City Indians | 69-69 |
| Sioux City Indians    | 68-72 |
| Joplin Miners         | 57-78 |
| Omaha Rourkes         | 56-80 |

- Finale: Tulsa stava battendo St. Joseph 3 partite a 1 nella serie quando la stessa è stata cancellata per maltempo.

Il giocatore di Wichita Joe Wilhoit una striscia di 69 partite consecutive di hitting, tuttora record nelle serie minori.

### 1920
| Tulsa Oilers          | 92-61 |
| Wichita Jobbers       | 92-62 |
| Oklahoma City Indians | 82-68 |
| Omaha Rourkes         | 76-77 |
| St. Joseph Saints     | 74-80 |
| Joplin Miners         | 73-81 |
| Sioux City Packers    | 63-88 |
| Des Moines Boosters   | 58-93 |

### 1921
| Wichita Witches       | 106-61 |
| Omaha Buffaloes       | 95-73  |
| Oklahoma City Indians | 93-75  |
| Sioux City Packers    | 81-83  |
| St. Joseph Saints     | 79-88  |
| Joplin Miners         | 76-91  |
| Des Moines Boosters   | 71-92  |
| Tulsa Oilers          | 65-103 |

### 1922
- Uscite: Joplin passa alla Western Association
- Nuove squadre: Denver

| Tulsa Oilers          | 103-64 |
| St. Joseph Saints     | 98-70  |
| Wichita Wolves        | 94-73  |
| Omaha Buffaloes       | 91-77  |
| Sioux City Packers    | 86-79  |
| Oklahoma City Indians | 73-94  |
| Denver Bears          | 63-105 |
| Des Moines Boosters   | 61-107 |

Tulsa - Mobile (Southern Association) 4 partite a 1, con un pareggio.

### 1923
| Oklahoma City Indians | 102-64 |
| Tulsa Oilers          | 101-67 |
| Wichita Izzies        | 100-68 |
| Omaha Buffaloes       | 92-74  |
| Des Moines Boosters   | 87-79  |
| St. Joseph Saints     | 65-101 |
| Sioux City Packers    | 59-105 |
| Denver Bears          | 59-107 |

### 1924
Sioux City passa alla Tri-State League.  Lincoln arriva dalla Nebraska State League.
| Omaha Buffaloes       | 103-61 |
| Denver Bears          | 100-67 |
| Tulsa Oilers          | 98-69  |
| St. Joseph Saints     | 86-79  |
| Oklahoma City Indians | 82-86  |
| Wichita Izzies        | 79-88  |
| Des Moines Boosters   | 59-106 |
| Lincoln Links         | 57-108 |

### 1925
| Des Moines Demons     | 98-70 |
| Denver Bears          | 97-71 |
| Oklahoma City Indians | 88-76 |
| Wichita Izzies        | 80-84 |
| St. Joseph Saints     | 77-87 |
| Omaha Buffaloes       | 74-89 |
| Tulsa Oilers          | 75-91 |
| Lincoln Links         | 70-91 |

### 1926
| Des Moines Demons     | 99-64  |
| Oklahoma City Indians | 100-66 |
| St. Joseph Saints     | 89-75  |
| Tulsa Oilers          | 86-78  |
| Denver Bears          | 88-80  |
| Omaha Buffaloes       | 77-89  |
| Lincoln Links         | 64-101 |
| Wichita Izzies        | 58-108 |

Springfield della Three-I League stava conducendo su Des Moines 3 partite a 1 quando la serie fu cancellata per maltempo.

### 1927
St. Joseph passa alla Western Association.  Nasce una nuova squadra ad Amarillo.
| Tulsa Oilers          | 101-53 |
| Wichita Larks         | 91-63  |
| Des Moines Demons     | 82-72  |
| Denver Bears          | 77-75  |
| Oklahoma City Indians | 68-86  |
| Amarillo Texans       | 66-87  |
| Omaha Buffaloes       | 66-88  |
| Lincoln Links         | 63-90  |

Waco (Texas League) batte Tulsa 3-2, con un pareggio.

### 1928
- Trasferimenti: Lincoln alla Nebraska State League.
- Nuove squadre: Pueblo

| Oklahoma City Indians | 95-67 (1st half winner) |
| Tulsa Oilers          | 96-69 (2nd half winner) |
| Wichita Larks         | 94-70                   |
| Pueblo Steel Workers  | 85-78                   |
| Denver Bears          | 81-84                   |
| Omaha Crickets        | 71086                   |
| Amarillo Texans       | 60-93                   |
| Des Moines Demons     | 63-98                   |

- Finale: Tulsa batte Oklahoma City 4 partite a 1, con 1 pari.

### 1929
- Fallimenti: Amarillo
- Nuove squadre: Topeka dalla Western Association

| Tulsa Oilers          | 95-66 |
| Oklahoma City Indians | 85-68 |
| Omaha Crickets        | 81-75 |
| Wichita Aviators      | 77-79 |
| Denver Bears          | 73-81 |
| Topeka Jayhawks       | 75-85 |
| Des Moines Demons     | 72-86 |
| Pueblo Steelworkers   | 69-90 |

### 1930
- Fallimenti: Tulsa
- Nuove squadre: St. Joseph

| Wichita Aviators      | 89-56 |
| Omaha Packers         | 76-66 |
| Oklahoma City Indians | 79-71 |
| Des Moines Demons     | 77-71 |
| Pueblo Braves         | 75-75 |
| Denver Bears          | 74-74 |
| Topeka Senators       | 66-84 |
| St. Joseph Saints     | 53-92 |

### 1931
| Des Moines Demons     | 94-51 (vince la 2ª parte) |
| Wichita Aviators      | 92-58 (vince la 1ª parte) |
| St. Joseph Saints     | 79-64                     |
| Pueblo Braves         | 76-69                     |
| Oklahoma City Indians | 70-80                     |
| Denver Bears          | 64-77                     |
| Topeka Senators       | 58-86                     |
| Omaha Packers         | 49-97                     |

- Finale: Des Moines - Wichita 4-2

### 1932
- Trasferimenti: Topeka alla Western Association
- Fallimenti: Tulsa

| Squadra               | Affiliazione        | Record                   |
| Tulsa Oilers          | Pittsburgh Pirates  | 98-48 (vince la 1a metà) |
| Denver Bears          | St. Louis Cardinals | 83-64                    |
| Oklahoma City Indians |                     | 83-67 (vince la 2a metà) |
| Des Moines Demons     |                     | 71-72                    |
| St. Joseph Saints     |                     | 72-75                    |
| Wichita Aviators      | Chicago Cubs        | 63-86                    |
| Pueblo Braves         |                     | 62-90                    |
| Omaha Packers         |                     | 58-88                    |

- Spareggio seconda metà: Oklahoma City - Tulsa 2-1
- Finale: Tulsa - Oklahoma City 4-0

### 1933
- Fallimenti: Denver e Pueblo
- Abbandoni: Oklahoma City e Tulsa alla Texas League
- Nuove squadre: Hutchinson (Kansas)[1]

```
e Springfield dalla American Association
```

- Nuove squadre: Joplin e Topeka
- Trasferimenti: Wichita a Muskogee; Hutchinson a Bartlesville

| Des Moines Demons                             |                     | 81-47                         |
| St. Joseph Saints                             |                     | 77-47 (vince la prima metà)   |
| Springfield Cardinals                         | St. Louis Cardinals | 73-50                         |
| Topeka Senators                               | Cincinnati Reds     | 68-55 (vince la seconda metà) |
| Omaha Packers                                 |                     | 63-61                         |
| Joplin Miners                                 | St. Louis Browns    | 55-69                         |
| Hutchinson Wheatshockers/Bartlesville Broncos | Detroit Tigers      | 51-70                         |
| Wichita Oilers/Muskogee Oilers                |                     | 26-95                         |

- Finale: St. Joseph - Topeka 4-1.

St. Joseph perde con Davenport (Mississippi Valley League) 4-2.

### 1934
- Spostamenti: Bartlesville, Joplin, Muskogee e Springfield alla Western Association.
- Nuove squadre: Davenport (Iowa) e Rock Island (Illinois) dalla Mississippi Valley League. Nascono nuove società a Cedar Rapids e Sioux City

| Sioux City Cowboys    |                 | 74-50 (vince alla pari la 1a metà) |
| Davenport Blue Sox    |                 | 70-53 (vince la 2a metà)           |
| Des Moines Demons     |                 | 68-56 (vince alla pari la 1a metà) |
| St. Joseph Saints     |                 | 65-56 (vince alla pari la 1a metà) |
| Topeka Senators       | Cincinnati Reds | 59-64                              |
| Rock Island Islanders |                 | 58-65                              |
| Omaha Packers         |                 | 49-73                              |
| Cedar Rapids Raiders  |                 | 47-73                              |

- Semifinali
  - St. Joseph - Sioux City 3-1
  - Davenport - Des Moines 3-1
- Finale:  St. Joseph - Davenport 4-3.

### 1935
- Fallimenti: Topeka
- Nuove squadre: Keokuk
- Trasferimenti: Omaha a Council Bluffs

Fallimenti durante la stagione: Rock Island e Council Bluffs
| Davenport Blue Sox                 |  | 70-46 |
| St. Joseph Saints                  |  | 58-48 |
| Des Moines Demons                  |  | 58-55 |
| Sioux City Cowboys                 |  | 54-52 |
| Cedar Rapids Raiders               |  | 53-57 |
| Keokuk Indians                     |  | 49-66 |
| Omaha Packers/Council Bluffs Rails |  | 55-46 |
| Rock Island Islanders              |  | 19-46 |

- Semifinali:
  - Sioux City - Davenport 3-0
  - St. Joseph - Des Moines 3-0
- Finale: St. Joseph - Sioux City 4-3

### 1936
- Fallimenti: Keokuk e St. Joseph
- Nuove squadre: Omaha e Waterloo
- Spostamenti: da Omaha a Rock Island

| Davenport Blue Sox                  | Brooklyn Dodgers    | 74-52 |
| Cedar Rapids Raiders                | St. Louis Cardinals | 70-58 |
| Des Moines Raiders                  |                     | 64-64 |
| Omaha Robin Hoods/Rock Island Rocks |                     | 62-64 |
| Sioux City Cowboys                  |                     | 61-64 |
| Waterloo Hawks                      |                     | 50-79 |

### 1937
- Fallimenti: Rock Island

| Cedar Rapids Raiders  | St. Louis Cardinals | 78-38 (1st & 2nd half winner) |
| Waterloo Reds         |                     | 61-55                         |
| Davenport Blue Sox    | Brooklyn Dodgers    | 57-59                         |
| Des Moines Demons     | St. Louis Browns    | 57-62                         |
| Sioux City Cowboys    | Detroit Tigers      | 50-63                         |
| Rock Island Islanders |                     | 20-46                         |

Cedar Rapids e Waterloo passano alla Three-I League.  Sioux City va alla Nebraska State League.  Davenport, Des Moines e la lega stessa falliscono.

## Secondo dopoguerra
Oltre a Des Moines nel 1947 la Western League era formata da squadre di Sioux City, Pueblo, Omaha, Denver e Lincoln. Tutti erano affiliati al farm system della MLB. La WL si ampliò a otto squadre nel 1950, ma la televisione e la Major League Baseball rese difficile la vita alle squadre del circuito AAA.  Nel 1955 le due squadre più forti della Western League, i Denver Bears e gli Omaha Cardinals furono ammessi alla AAA American Association.
La WL continuò per altre quattro stagioni prima di fallire nel 1958. I suoi ultimi campioni, i Colorado Springs Sky Sox, attirarono solo 61000 spettatori in una stagione.